# Antiguo Hospital Psiquiátrico de Santa Águeda
El Hospital Psiquiátrico de Santa Águeda, inaugurado en 1898, está ubicado en el barrio de Gesalibar, de Mondragón (Guipúzcoa) España. Anteriormente tuvo un uso de balneario desde su edificación en 1825. Se construyó en un entorno ya antaño conocido por las cualidades medicinales de sus aguas sulfurosas y debido a la influencia de la concepción cultural ilustrada en favor de la higiene y la salud.
En 1898 el padre Benito Menni lo adquirió para la Orden Hospitalaria de San Juan de Dios y fundó un centro de salud mental que perdura reformado hasta la actualidad.

## Historia
No es un hecho aislado, ya que en la misma época y en el mismo ámbito geográfico, nacieron diversas instituciones, por lo que se puede hablar de la implantación de la "Cultura de los Balnearios" en el País Vasco, desde el punto de vista medicinal y del reposo vacacional durante el siglo XIX.
Un hecho histórico, el asesinato en 1897 del presidente del Gobierno D. Antonio Cánovas del Castillo a manos de un anarquista, hizo decaer rápidamente el esplendor del balneario. Al poco lo adquirió el padre Benito Menni de la Orden Hospitalaria de San Juan de Dios y lo convirtió en Centro Psiquiátrico. Se inauguró en 1898 con 110 enfermos y la gestionaban las Órdenes de las Hospitalarias de San Juan de Dios y de las Hermanas del Sagrado Corazón.
En tiempos pasados, desde fecha muy remota, los enfermos psiquiátricos de Guipúzcoa se conducían al psiquiátrico de Zaragoza y se permitía a los postulantes de esta casa recoger limosna por los pueblos de la Provincia y se ponían cepillos en las iglesias con el mismo destino. Desde que se estableció la Casa de Salud de Santa Águeda, dentro de la jurisdicción de la Provincia, los enfermos pobres de la misma se recluían en esta casa, pagando a razón de 1,25 pesetas diarias por cada uno, a partes iguales entre la Diputación y el pueblo de donde es natural. En el presupuesto provincial de 1915 figuran 295 enfermos pobres en la Provincia, que, a razón de 1,25 pesetas diarias, importan 134.593,75, de las que abonan los pueblos la mitad, o sean 67.296,87 pesetas.
Al frente del mismo estuvo el Dr Ricardo Añibarro Lángara. En 1923 el número de acogidos ascendía a 940 enfermos, 378 varones y 562 mujeres.
En la actualidad dispone de 280 camas y está concertado con Osakidetza.

## Ricardo Añibarro Lángara
Ricardo Añibarro Lángara, nacido en Villaro (Vizcaya) en 1857, estudió medicina en la Universidad de Montpellier donde se especializó en psiquiatría. Siendo un psiquiatra de excelente formación que ejemplifica a la perfección la idea que guio siempre la gestión del padre Menni: dotar a sus centros psiquiátricos de los mejores profesionales disponibles. Su tesis doctoral, titulada Significación clínica de la hipertensión, fue evaluada, entre otros, por Santiago Ramón y Cajal. En 1906 creó una sección especial para enfermos indigentes.
Añíbarro no solo trabajó buena parte de su vida como médico-director del centro psiquiátrico de Santa Águeda, sino que también tuvo inquietudes políticas, llegando a ser Presidente de la Diputación de Guipúzcoa en 1930.

## Edificio

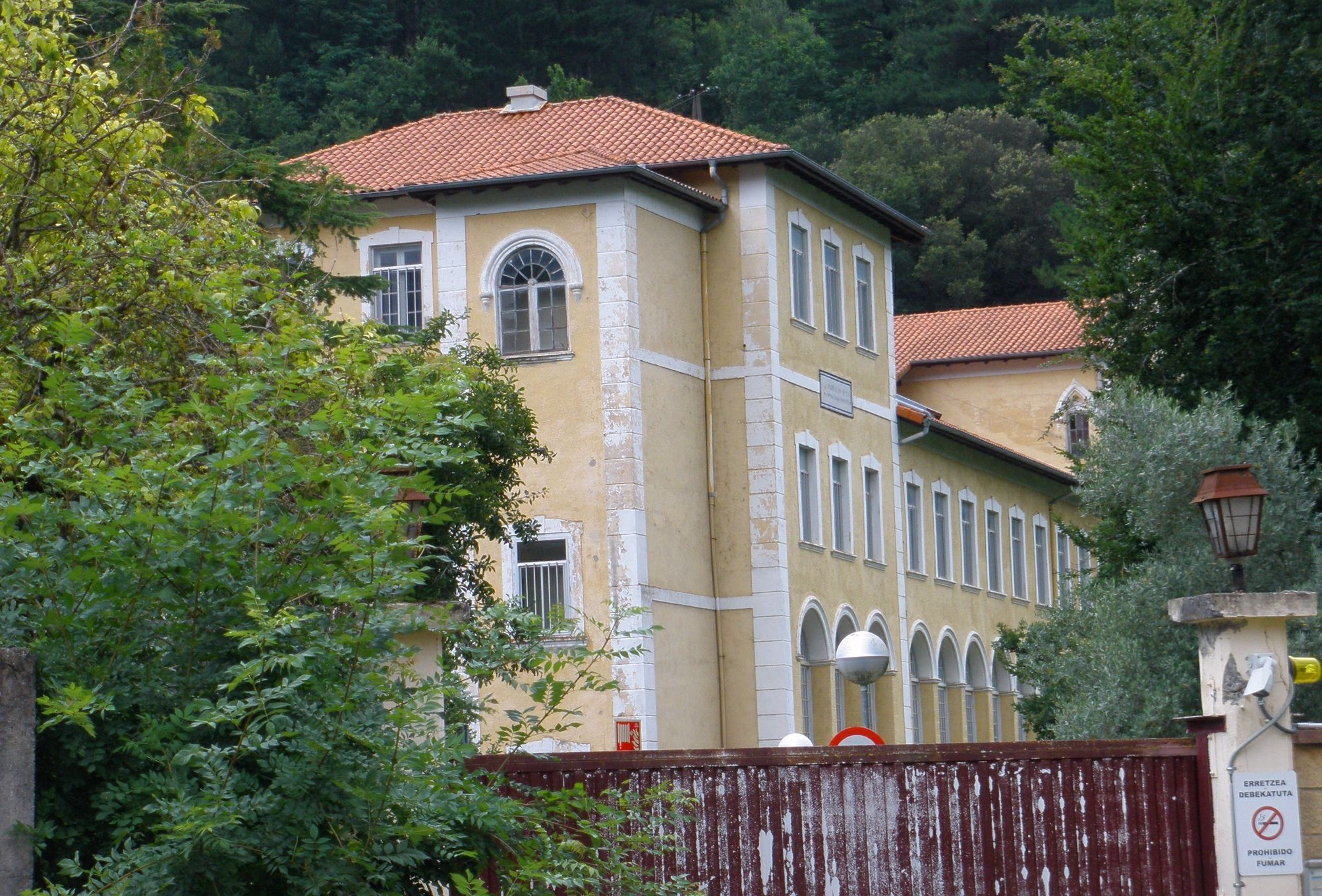
Imagen actual del Hospital

El edificio original del Balneario es un gran pabellón prismático de planta baja y dos alturas, con la cubierta a dos aguas en la dirección longitudinal del mismo. Un cuerpo central en planta baja, que se adelanta respecto del plano de fachada, sirve de acceso al amplio vestíbulo que precede a la escalera de tipo imperial. La organización interior se estructura en torno al pasillo central que recorre longitudinalmente el inmueble, que sirve a los diversos espacios a izquierda y derecha. En la zona central de la planta primera y sobre el adelantamiento de la planta baja, se conforma una hermosa terraza que, sin duda, sirvió en su día de lugar de esparcimiento al aire libre para los internos. La planta segunda repite el esquema de la primera.
El sistema constructivo, sencillo y homogéneo, consiste en una estructura de dos crujías, dispuestas en el mismo sentido que el eje longitudinal del pabellón por medio de un muro de carga que, al igual que los perimetrales, también de carga, está construido a base de mampostería; esto permite la construcción de los forjados tendiendo transversalmente la solivería, de escuadrías de madera, de muro a muro. La planta baja de la fachada principal se ejecuta en sillería de piedra arenisca, formando una arcada continua a modo de galería.

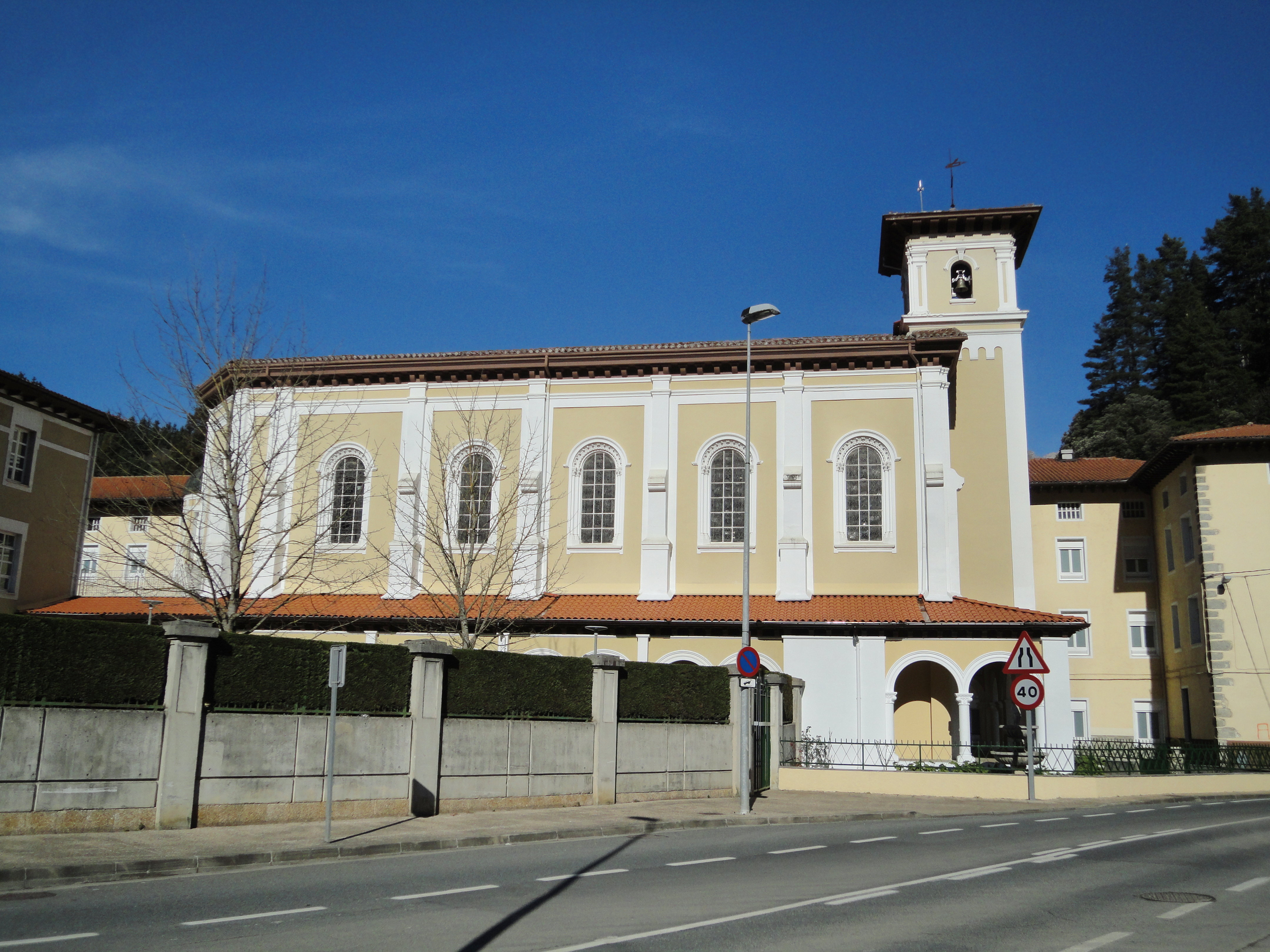
Antigua Capilla del Hospital

La cubierta se construye a base de una serie de cerchas dispuestas transversalmente y apoyadas en los muros perimetrales; las cerchas están ejecutadas en escuadrías de madera y soportan correas y cabrios que sustentan una cobertura de enlatado y teja plana cerámica.
Tipológicamente, el edificio responde al tipo pabellón, propio de la tradición francesa y centroeuropea para los inmuebles ligados a usos sanitarios, que se construyen desde finales del siglo anterior.
Se trata de un edificio con vocación de representatividad, no solo por las galerías arqueadas al estilo italiano de la planta baja, que le dan un aire más ligero, sino también por el avance del cuerpo central, que posibilita una hermosa balconada, y por el importante vestíbulo que en él se genera. Así, la escalera imperial encaja perfectamente en este espíritu.
Los frentes de fachada se componen de columnas verticales de huecos, que componen una serie de 1 + 9 en las alas y de 1 + 3 + 1 en el cuerpo central, que permiten una lectura mucho menos anodina que lo que un frente de fachada de 86 metros puede suponer. Concurren las carpinterías de huecos, principalmente en las arcadas de la planta baja, resueltas con cierta elegancia. Las divisiones compositivas verticales de las plantas altas se ejecutan por medio de pilastras jónicas, en planta primera, y corintias, en planta alta, con un juego referencial a los órdenes clásicos, pues no se puede olvidar que la época de su construcción responde a la de la vigencia del neoclásico en el país.
Los paños de fachada se encuentran revocados a la tirolesa y pintados de amarillo, estableciéndose un adecuado juego de colores con el blanco de las impostas y los recercos de huecos y, de todos ellos, con el color de la piedra arenisca de la planta baja y del blanco y azul pastel de las carpinterías de la misma.